# Liste des noms de code OTAN pour divers avions
La liste des noms de code OTAN pour les autres avions regroupe les codes OTAN des avions « autres » - dits en anglais « Miscellaneous » (« divers », « autres ») - ce qui explique que leur code commence par un « M ». De tels codes - qui commencent par exemple par « F » pour désigner les chasseurs (« Fighters ») - sont utilisés par l'OTAN pour nommer et répertorier les matériels militaires originaires des pays de l'ancien pacte de Varsovie. Le nom attribué peut être suivi d'une lettre qui s'incrémente selon l'ordre alphabétique et qui désigne les versions du matériel telles qu'elles sont supposées connues par l'OTAN.

## Liste des avions divers et leur code OTAN

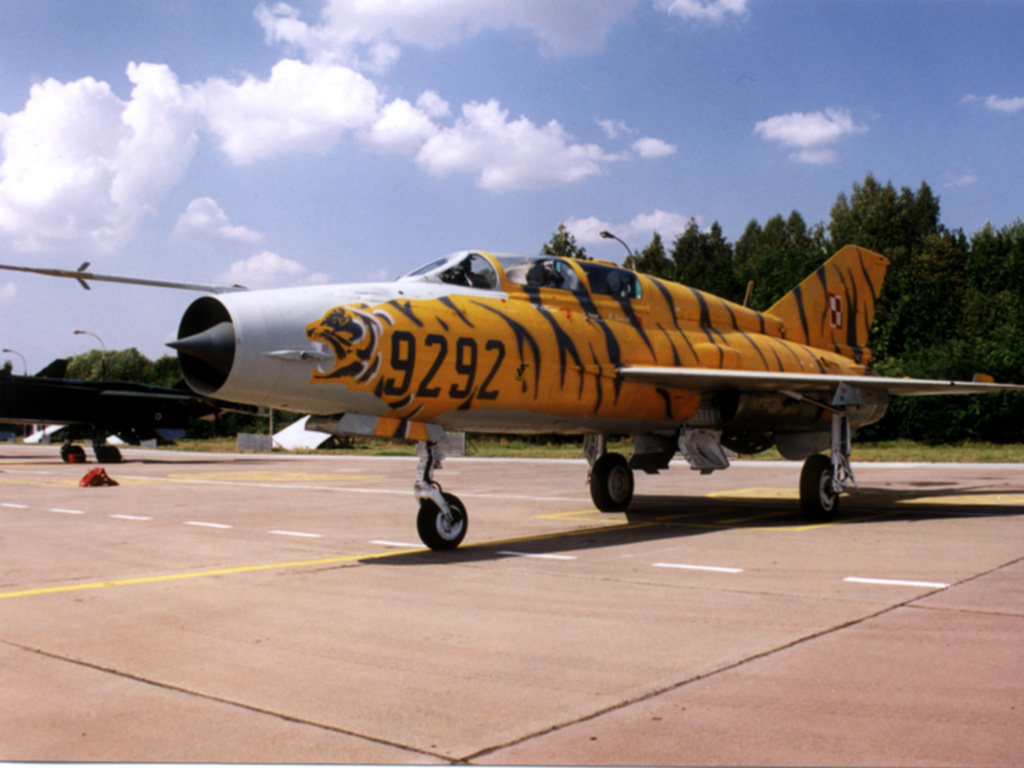
MiG-21UM "Mongol B" Polonais

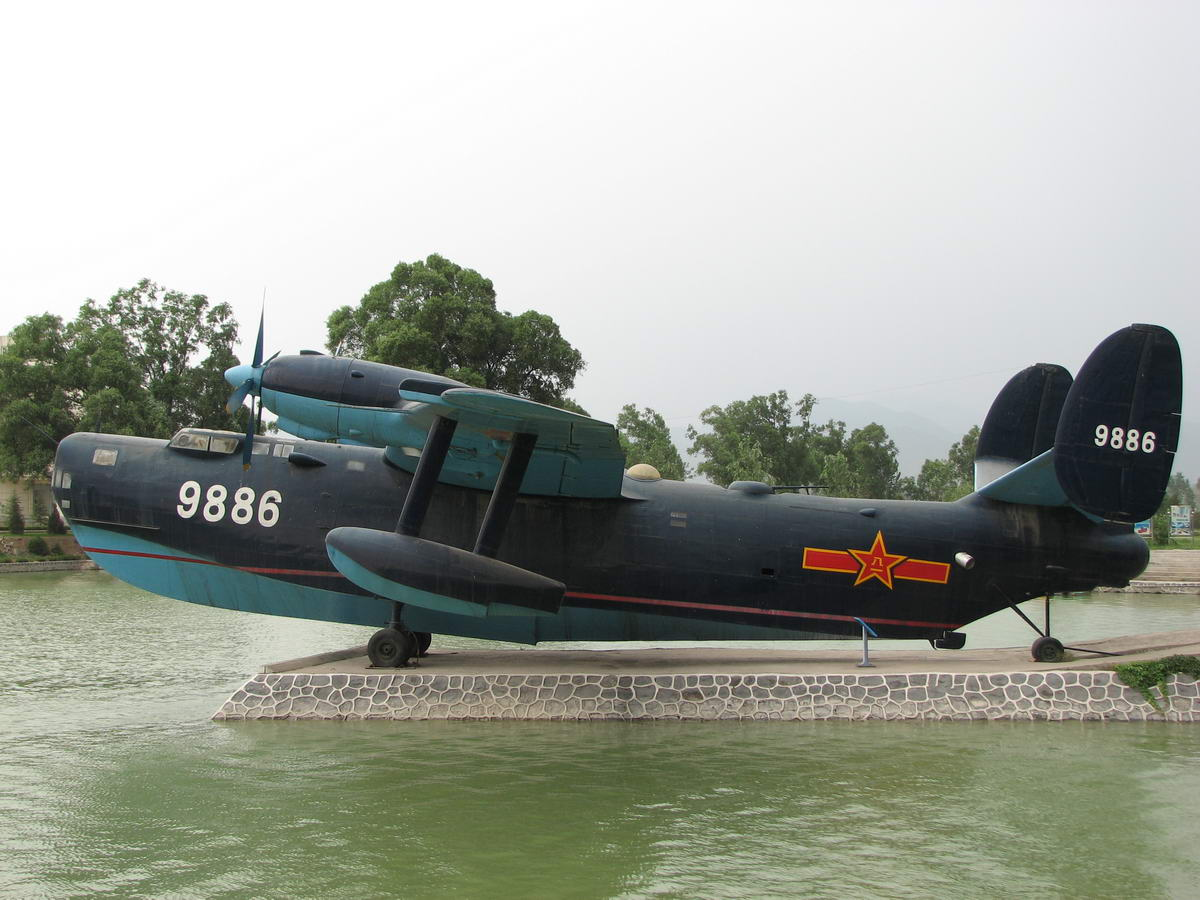
Beriev Be-6 "Madge", musée de l'aviation chinois

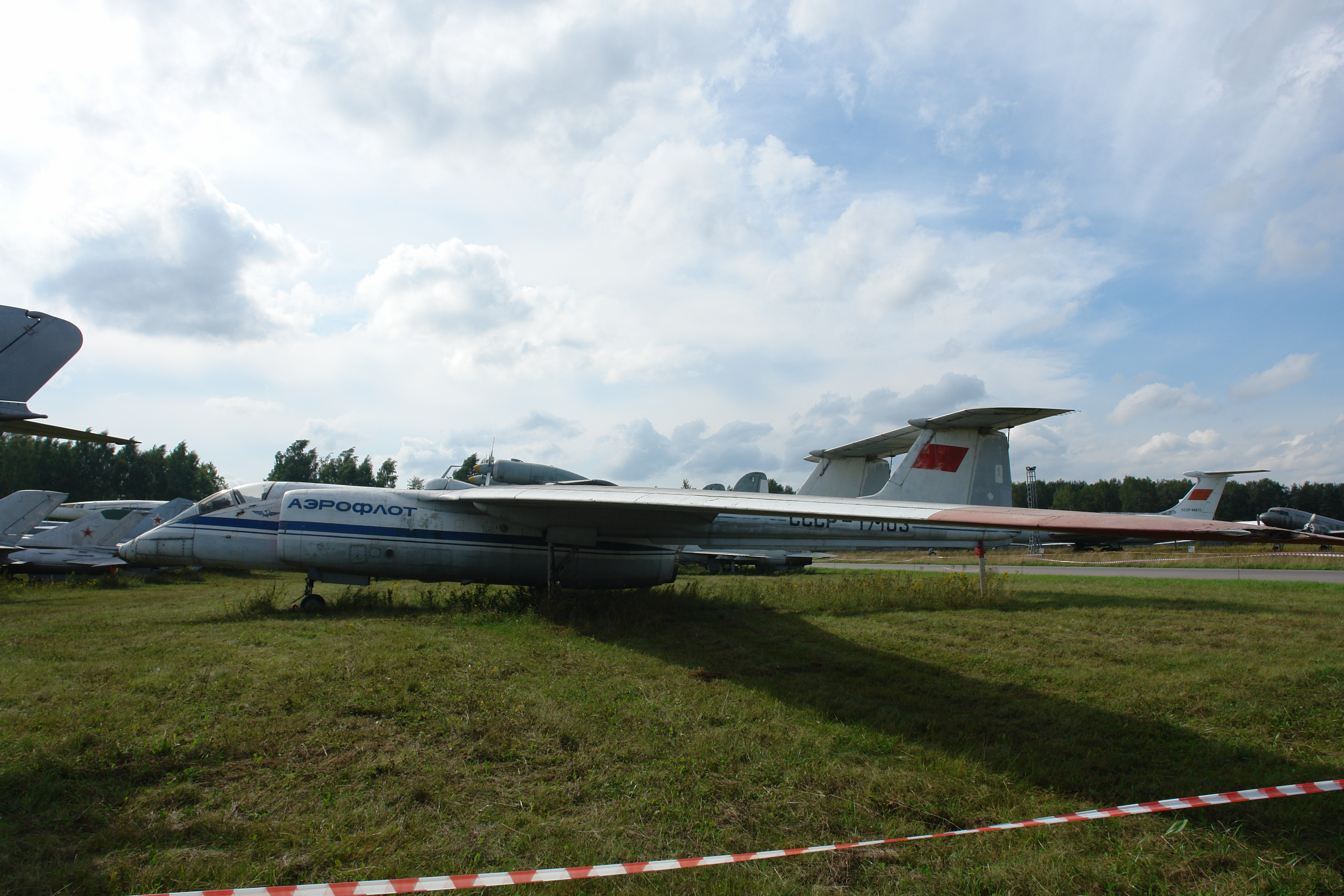
M-17 "Mystic", musée central des forces aériennes de Monino

| Code OTAN/ASCC (en) | Désignation soviétique                              |
| ------------------- | --------------------------------------------------- |
| Madcap              | Antonov An-74AWN                                    |
| Madge               | Beriev Be-6                                         |
| Maestro             | Yakovlev Yak-25U                                    |
| Magnet              | Yakovlev Yak-17U                                    |
| Magnum              | Yakovlev Yak-30                                     |
| Maiden              | Soukhoï Su-9U                                       |
| Mail                | Beriev Be-12                                        |
| Mainstay            | Iliouchine Il-76 & Beriev A-50                      |
| Mallow              | Beriev Be-10 (en)                                   |
| Mandrake            | Yakovlev Yak-25RV                                   |
| Mangrove            | Yakovlev Yak-27R                                    |
| Mantis              | Yakovlev Yak-32                                     |
| Mare                | Yakovlev Yak-14 (en)                                |
| Mark                | Yakovlev Yak-7V                                     |
| Mascot              | Iliouchine Il-28U                                   |
| Max                 | Yakovlev Yak-18                                     |
| May                 | Iliouchine Il-38                                    |
| Maya                | Aero L-29                                           |
| Mermaid             | Beriev Be-40/42/44 (en)                             |
| Midas               | Iliouchine Il-78                                    |
| Midget              | Mikoyan-Gourevitch MiG-15UTI                        |
| Mink                | Yakovlev UT-2                                       |
| Mist                | Tsybin Ts-25 (de)                                   |
| Mitten              | Yakovlev Yak-130                                    |
| Mole                | Beriev Be-8 (en)                                    |
| Mongol              | Mikoyan-Gourevitch MiG-21U (Biplace d'entraînement) |
| Moose               | Yakovlev Yak-11                                     |
| Mop                 | PBY Catalina                                        |
| Moss                | Tupolev Tu-126                                      |
| Mote                | Beriev MBR-2                                        |
| Moujik              | Soukhoï Su-7U                                       |
| Mug                 | Tchetverikov Che-2                                  |
| Mule                | Polikarpov Po-2 (U-2)                               |
| Mystic              | Miassichtchev M-17/M-55                             |